# Bitwa pod Twarogami

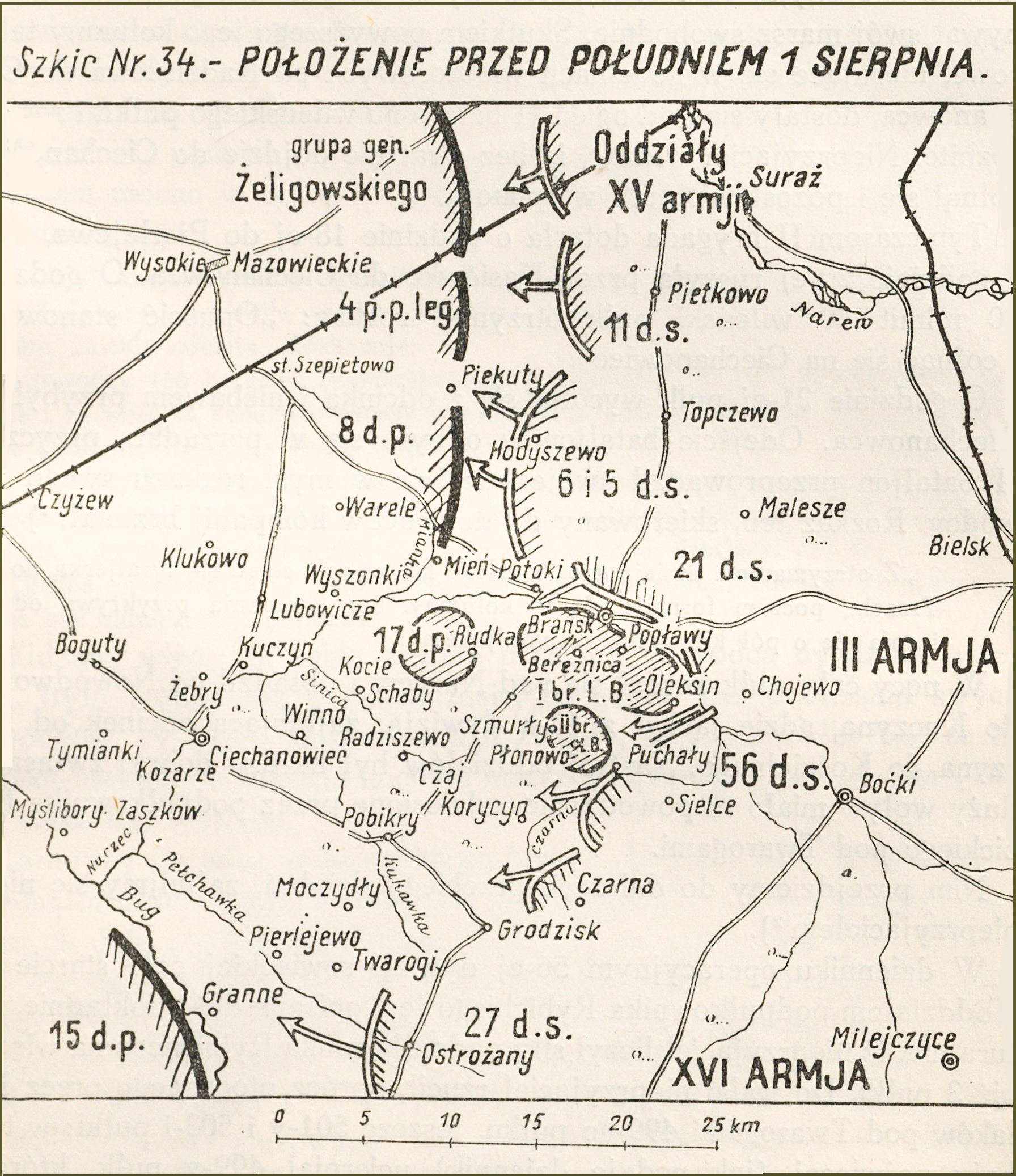
Położenie wojsk 1 sierpnia 1920

Bitwa pod Twarogami – walki polskiej II Brygady Litewsko-Białoruskiej z sowiecką 56 Dywizją Strzelców w czasie II ofensywy Frontu Zachodniego Michaiła Tuchaczewskiego w okresie wojny polsko-bolszewickiej.

## Położenie wojsk przed bitwą
W pierwszej dekadzie lipca przełamany został front polski nad Autą, a wojska Frontu Północno-Wschodniego gen. Stanisława Szeptyckiego cofały się pod naporem ofensywy Michaiła Tuchaczewskiego.
Naczelne Dowództwo Wojska Polskiego nakazało powstrzymanie wojsk sowieckiego Frontu Zachodniego na linii dawnych okopów niemieckich z okresu I wojny światowej.
Sytuacja operacyjna, a szczególnie upadek Wilna i obejście pozycji polskich od północy, wymusiła dalszy odwrót wojsk polskich.
1 Armia gen. Gustawa Zygadłowicza cofała się nad Niemen, a 4 Armia nad Szczarę.
Obrona wojsk polskich na linii Niemna i Szczary również nie spełniła oczekiwań. W walce z przeciwnikiem oddziały polskie poniosły duże straty i zbyt wcześnie zaczęły wycofanie na linię Bugu.
Plan polskiego Naczelnego Dowództwa zakładał, że 1. i 4 Armia oraz Grupa Poleska do 5 sierpnia będą bronić linii Narew – Orlanka oraz Leśna – Brześć, aby umożliwić przygotowanie kontrofensywy z rejonu Brześcia na lewe skrzydło wojsk Frontu Zachodniego Michaiła Tuchaczewskiego. Rozstrzygającą operację na linii Bug, Ostrołęka, Omulew doradzał też gen. Maxime Weygand.
Po udanym wyjściu z okrążenia pod Rosią, 1 Dywizja Litewsko-Białoruska gen. Jana Rządkowskiego wycofała się nad Nurzec. W tym samym czasie oddziały sowieckie, prowadząc pościg równoległy, także sforsowały rzekę i odrzuciły polską 15 Wielkopolską Dywizje Piechoty.
Wobec groźby oskrzydlenia, 1 sierpnia gen. Rządkowski nakazał dalszy odwrót drogą Olendy – Pobikry na linię Krynki – Grodzisk. Czołowe oddziały sowieckiej 56 Dywizji strzelców wyprzedziły polską dywizję i zajęły wsie Twarogi, Żale i Wypuchy.

## Walczące wojska
| Jednostka                      | Dowódca                     | Podporządkowanie   |
| Wojsko Polskie                 |                             |                    |
| Dywizja Litewsko-Białoruska    | gen. Stefan Latour          | 1 Armia            |
| II Brygada Litewsko-Białoruska | płk Kazimierz Rybicki       | Dywizja Lit.-Biał. |
| ⇒ Grodzieński pułk strzelców   | ppłk Bronisław Bohaterewicz | Dywizja Lit.-Biał. |
| ⇒ Nowogródzki pułk strzelców   | mjr Władysław Oziewicz      | Dywizja Lit.-Biał. |
| 1/3 pułku strzelców konnych    |                             | Dywizja Lit.-Biał. |
| Armia Czerwona                 |                             |                    |
| 56 Dywizja Strzelców           | komdyw. K.N. Annenkow       | 15 Armia           |

## Walki pod Twarogami
Pod Twarogami zaciskał się na 1 Dywizji Litewsko-Białoruskiej po raz kolejny pierścień okrążenia.
W tym czasie dowodzący II Brygadą Litewsko-Białoruską płk Kazimierz Rybicki wyruszył z Brygadą z Szmurł i, maszerując bez przeszkód ze strony 166 Brygady Strzelców, osiągnął rejon Korycin. Po odpoczynku kolumna ruszyła w kierunku Sypni. Ubezpieczenie stanowił I batalion grodzieńskiego pułku strzelców. Kiedy około 11.00 siły główne dochodziły do Sypni, I/ grodzieńskiego ps, osiągnąwszy Kozłów, został ostrzelany przez strzelców sowieckiego 500 pułku. Otrzymawszy informacje z rozpoznania, dowódca II Brygady wysłał na Bogusze szwadron kawalerii, a razem z nowogródzkim pułkiem ruszył z Sypni na Krynki Białokunki i Żery Bystre z zamiarem uderzenia na Żale. Tabory brygady wraz z II/grodzieńskiego ps odeszły do Moczydł. Chodziło o utrzymanie Żali do czasu przemarszu dywizji L-B przez Perlejewo na Granne.
O 12.50 kolumna II Brygady L-B osiągnęła rejon Żali. Tam od jeńców podjął wiedzę, że sowiecki 499 pułk maszeruje na Twarogi, a z rejonu Grodziska idą 500. i 501. ps oraz kawaleria. 500 ps po starciu pod Kozłowem dopiero o godzinie 15.00 rejon Kozłowa i Porzezin.
Po południu rozegrała się walka w rejonie Twarogów. Płk Kazimierz Rybicki postanowił uderzyć na niezorganizowaną jeszcze sowiecką obronę. I batalion grodzieńskiego ps otrzymał zadnie powstrzymać nadciągające od wschodu 498. i 501. pułki strzelców, II batalion nowogródzkiego ps skierowany został na Żale, a zgrupowanie uderzeniowe w składzie I i III bataliony nowogródzkiego ps miały otoczyć Twarogi i zaatakować kwaterujące tam pododdziały 147., 499. i 501 pułków strzelców.
Pierwszy uderzył 1/3 psk. Zaskoczył on sowiecki 499 ps atakiem dwuskrzydłowym  i rozbił go. Pozostałe oddziały II Brygady zmusiły do odwrotu 501 pułk strzelców i ostatecznie rozbiły nieprzyjaciela. Resztki 499 ps wycofały się do Niewiarowa. Po zaciętej walce opanowano też Twarogi.
O 20.00 podpułkownik Rybicki ruszył przez Leszczkę na Ciechanowiec. II Brygada otrzymała zadanie obsadzić rubież od Kozarzy do ujścia Nurca. Odwrót  1 Dywizji L-B odbywał się już bez przeszkód ze strony nieprzyjaciela, a  morale żołnierzy dywizji po osiągniętym zwycięstwie pod Twarogami znacznie się podniosło.

## Bilans walk
Zwycięstwo pod Twarogami otworzyło 1 Dywizji Litewsko-Białoruskiej drogę odwrotu.
Polacy wzięli 195 jeńców, zdobyli dziewięć ckm-ów, kancelarię 499 pułku strzelców i tabor 147 pułku strzelców.
Odbito też z niewoli 50 żołnierzy 15 Wielkopolskiej Dywizji Piechoty.